# Вела Чирибога, Рауль Эдуардо
Рауль Эдуардо Вела Чирибога (исп. Raúl Eduardo Vela Chiriboga; 1 января 1934, Риобамба, Эквадор — 15 ноября 2020, Кито, Эквадор) — эквадорский кардинал. Вспомогательный епископ Гуаякиля и титулярный епископ Аусафы с 20 апреля 1972 по 29 апреля 1975. Епископ Асогеса с 29 апреля 1975 по 8 июля 1989. Титулярный епископ Паусеры с 8 июля 1989 по 7 марта 1998. Военный ординарий Эквадора с 8 июля 1989 по 21 марта 2003. Архиепископ Кито с 21 марта 2003 по 11 сентября 2010. Кардинал-священник с титулом церкви Санта-Мария-ин-Виа с 20 ноября 2010.

## Биография
Участник Конклава 2013 года.
1 января 2014 года кардиналу Раулю Эдуардо Вела Чирибоге исполнилось восемьдесят лет и он потерял право на участие в Конклавах.